# Kongolo flygplats
Kongolo flygplats är en statlig flygplats i orten Kongolo i Kongo-Kinshasa. Den ligger i provinsen Tanganyika, i den centrala delen av landet, 1 300 km öster om huvudstaden Kinshasa. Kongolo flygplats ligger 561 meter över havet. IATA-koden är KOO och ICAO-koden FZRQ. Kongolo flygplats hade 448 starter och landningar, samtliga inrikes, med totalt 3 017 passagerare, 49 ton inkommande frakt och 13 ton utgående frakt 2015.